# Ekboarmia pallidior
Ekboarmia pallidior là một loài bướm đêm trong họ Geometridae.